# Commutateur électronique
Pour les articles homonymes, voir Commutateur.
En télécommunications, un commutateur électronique (en anglais, electronic switching system ou ESS) est un commutateur téléphonique qui utilise des composantes électroniques et un programme informatique pour interconnecter des circuits téléphoniques afin d’établir des appels téléphoniques.